# Outlaw 4 Life: 2005 A.P.
Outlaw 4 Life: 2005 A.P. è il quarto album degli Outlawz.
Le lettere "A.P." nel titolo significano "After Pac", in riferimento al rapper Tupac Shakur ucciso nel 1996.

## Tracce
1. Real Talk (featuring Focus...)
2. Can't Turn Back
3. Celebrate (featuring TQ)
4. Big Ballin (featuring Bun B and Stormey)
5. They Don't Understand
6. Let it Burn (featuring Chair Crazy)
7. If You Want 2
8. These Are the Times (featuring Stormey, Malachi, and Khujo Goodie)
9. Ghetto Gospel, Pt. 2
10. Smiling Faces  (featuring F'Lana Star)
11. I Dare U (featuring Focus...)
12. Don't Get it Fucked Up
13. Sacred Vows (And I Do) (featuring Stormey)
14. Better it Get
15. Interlude
16. Listen 2 Me
17. Loosin' My Mind (featuring Stormey)